# Rini Mettes
Rini Mettes (13 januari 1943) is een voormalig Nederlands voetballer. De aanvaller stond onder contract bij Willem II. Hij speelde in de seizoenen 1965 tot en met 1968 in totaal 56 wedstrijden en maakte 15 doelpunten. Later vertrok hij naar VV Oirschot Vooruit waar hij midmid  speelde,